# 2. maj
2. maj je 122. dan leta (123. v prestopnih letih) v gregorijanskem koledarju. Ostaja še 243 dni.

## Dogodki
- 1808 – začetek vstaje Špancev proti Napoleonovi zasedbi; ovekovečena na Goyevi sliki »El dos del mayo«, ki je na ogled v madridskem Pradu
- 1858 – goriški nadškof Andrej Gollmayer posveti Juraja Dobrilo v poreško - puljskega škofa
- 1885 – belgijski kralj Leopold II. ustanovi Svobodno državo Kongo
- 1902 – predvajan prvi znanstvenofantastični film Pot na Luno avtorja Georga Meliesa
- 1933 – iz Škotske poročajo o prvem sodobnem videnju pošasti iz Loch Nessa
- 1935 – Francija in Sovjetska zveza podpišeta pogodbo o medsebojni pomoči
- 1941 – protibritanski upor v Iraku
- 1945:
  - veljati začne kapitulacija nemško-italijanskih enot v Italiji in na Tirolskem
  - padec Berlina
  - avstralska vojska se izkrca na Borneu
  - britanska vojska in JLA se srečata pri Tržiču
  - enote jugoslovanske 4. armade se po hudih bojih med Reko in Snežnikom prebijejo čez Mašun v Ilirsko Bistrico in skupaj z 9. korpusom NOV Slovenije osvobodijo Trst
- 1964 – Kitajska odprava osvoji zadnji osemtisočak Šišo Pangmo.
- 1989 – Madžarska kot prva država sovjetskega bloka odpre meje z zahodom
- 1995 – začetek srbskih raketnih napadov na Zagreb (konec 3. maja 1995)
- 2011 – ameriške posebne enote v Pakistanu ubijejo Osamo bin Ladna, vodjo mednarodne teroristične organizacije Al Kaida

## Rojstva
- 1308 – Ivana III., burgundska grofica († 1349)
- 1360 – cesar Yongle, kitajski cesar dinastije Ming († 1424)
- 1579 – Hidetada Tokugava, japonski šogun († 1632)
- 1602 – Athanasius Kircher, nemški jezuit, teolog, učenjak († 1680)
- 1660 – Alessandro Scarlatti, italijanski skladatelj († 1725)
- 1695 – Giovanni Nicolo Servandoni, italijanski arhitekt († 1766)
- 1729 – Katarina II. Velika, ruska carica († 1796)
- 1772 – Georg Philipp Friedrich von Hardenberg-Novalis, nemški pesnik († 1801)
- 1852 – Jakob Sket, slovenski pisatelj, urednik († 1912)
- 1859 – Jerome Klapka Jerome, angleški pisatelj († 1927)
- 1860 – Theodor Herzl, avstrijsko-judovski novinar in politični aktivist († 1904)
- 1866 – Jesse William Lazear, ameriški zdravnik († 1900)
- 1866 – Paul Kretschmer, nemški jezikoslovec († 1956)
- 1892 – Manfred von Richthofen, nemški pilot († 1918)
- 1903 – Benjamin Spock, ameriški pediater († 1998)
- 1921 – Satjadžit Raj, indijski filmski režiser, scenarist, skladatelj († 1992)
- 1936 – Engelbert Humperdinck, britanski pevec
- 1942 – Jacques Rogge, belgijski  poslovnež († 2021)
- 1946 – David Suchet, britanski igralec
- 1981 – Chris Kirkland, Angleški nogometaš
- 1975 – David Beckham, angleški nogometaš
- 1976 – Ine Marie Eriksen Søreide, norveška političarka
- 1983 – Tina Maze, slovenska alpska smučarka
- 1997 – Perla Haney-Jardine, brazilsko-ameriška igralka
- 2015 – Charlotte Elizabeth Diana, britanska princesa

## Smrti
- 1203 pr. n. št. - Merneptah, faraon (* ni znano)
- 373 – sveti Atanazij Veliki, svetnik (* 295)
- 907 – Boris I., bolgarski kan (* ni znano)
- 1148 – Roger III., apulijski vojvoda in sicilski kronski princ (* 1118)
- 1219 – Leon I., kralj Kilikijske Armenije (* 1150)
- 1250 - al-Muazam Turanšah, sultan Egipta (* ni znano)
- 1302 – Blanka Artoiška, navarrska kraljica, grofica Lancasterja (* 1248)
- 1519 – Leonardo da Vinci, italijanski (toskanski) slikar, inženir (* 1452)
- 1683 – Stjepan Gradić, hrvaški diplomat, filozof, znanstvenik (* 1613)
- 1854 – Franc Ksaver Lušin, slovenski nadškof (* 1781)
- 1857 – Alfred Louis Charles de Musset, francoski pesnik, dramatik (* 1810)
- 1864 – Giacomo Meyerbeer, judovsko-nemški skladatelj (* 1791)
- 1892 – August Wilhelm von Hofmann, nemški kemik (* 1818)
- 1934 – Sergej Vasiljevič Lebedjev, ruski kemik (* 1874)
- 1937 – Matej Hubad, slovenski zborovodja, glasbeni pedagog (* 1866)
- 1945 – Hans Krebs, nacistični general (* 1898)
- 1957 – Joseph Raymond McCarthy, ameriški politik (* 1908)
- 1969 – Franz Joseph Hermann Michael Maria von Papen, nemški politik, diplomat (* 1879)
- 1975 – Vendel Krajcar, slovenski porabski komunist (* 1901)
- 1999 – Robert Oliver Reed, angleški filmski igralec (* 1938)
- 2002 – William Thomas Tutte, angleško-kanadski kriptolog, matematik (* 1917)
- 2011 – Osama bin Laden, vodja mednarodne teroristične združbe Al Kaida (* 1957)
- 2013 – Jeff Hanneman, ameriški glasbenik (* 1964)
- 2014 – Žarko Petan, slovenski pisatelj in gledališki režiser (* 1929)
- 2024 – Manca Košir, slovenska novinarka in univerzitetna profesorica (* 1948)

## Prazniki in obredi
- Etiopija – mulud (Mulud)
- Španija, provinca Madrid - dan province
- Slovenija – praznik dela

## Osebni prazniki
Po cerkvenem koledarju ta dan praznujejo god:
- Atanazij
- Boris
- Evgenij
- Zoja